# Suicide Strike
Suicide Strike è un videogioco per Commodore 64 pubblicato nel 1984 dalla statunitense Tronix e riedito nel 1985 dalla britannica System 3. Consiste nella guida di un aereo in uno sparatutto con visuale tridimensionale.
Fu presentato sulla stampa statunitense di solito insieme ad altri tre giochi per Commodore 64 della Tronix, Waterline, Motocross e Slalom; oltre alle edizioni su floppy se ne prevedevano inizialmente ulteriori su cartuccia, ma queste ultime non risultano mai esistite.

## Modalità di gioco
La schermata di gioco mostra il cruscotto del velivolo e il parabrezza come se ci si trovasse all'interno, ma il velivolo stesso è visibile all'esterno. 
La zona di volo è piana e vista in prospettiva alle spalle dell'aereo, che può cambiare direzione, velocità e altitudine; quest'ultima, sempre piuttosto bassa, è evidenziata dall'ombra dell'aereo.
Si possono sparare missili a cadenza lenta, anche angolati se si spara mentre l'aereo sta virando.
Il carburante è limitato e non basta neppure per il ritorno (il titolo significa appunto "attacco suicida"), il consumo dipende dalla velocità.
I nemici sono elicotteri, carri armati, jet, missili terra-aria e infine tre stazioni radar, obiettivi da distruggere entro un tempo limite.
I jet che non vengono colpiti di fronte possono riapparire alle spalle del giocatore, visibili nello specchietto retrovisore, e vanno evitati con manovre evasive.